# Gynoplistia marpanye
Gynoplistia marpanye är en tvåvingeart som beskrevs av Günther Theischinger 1993. Gynoplistia marpanye ingår i släktet Gynoplistia och familjen småharkrankar. Inga underarter finns listade i Catalogue of Life.